# 分裂 (生物学)

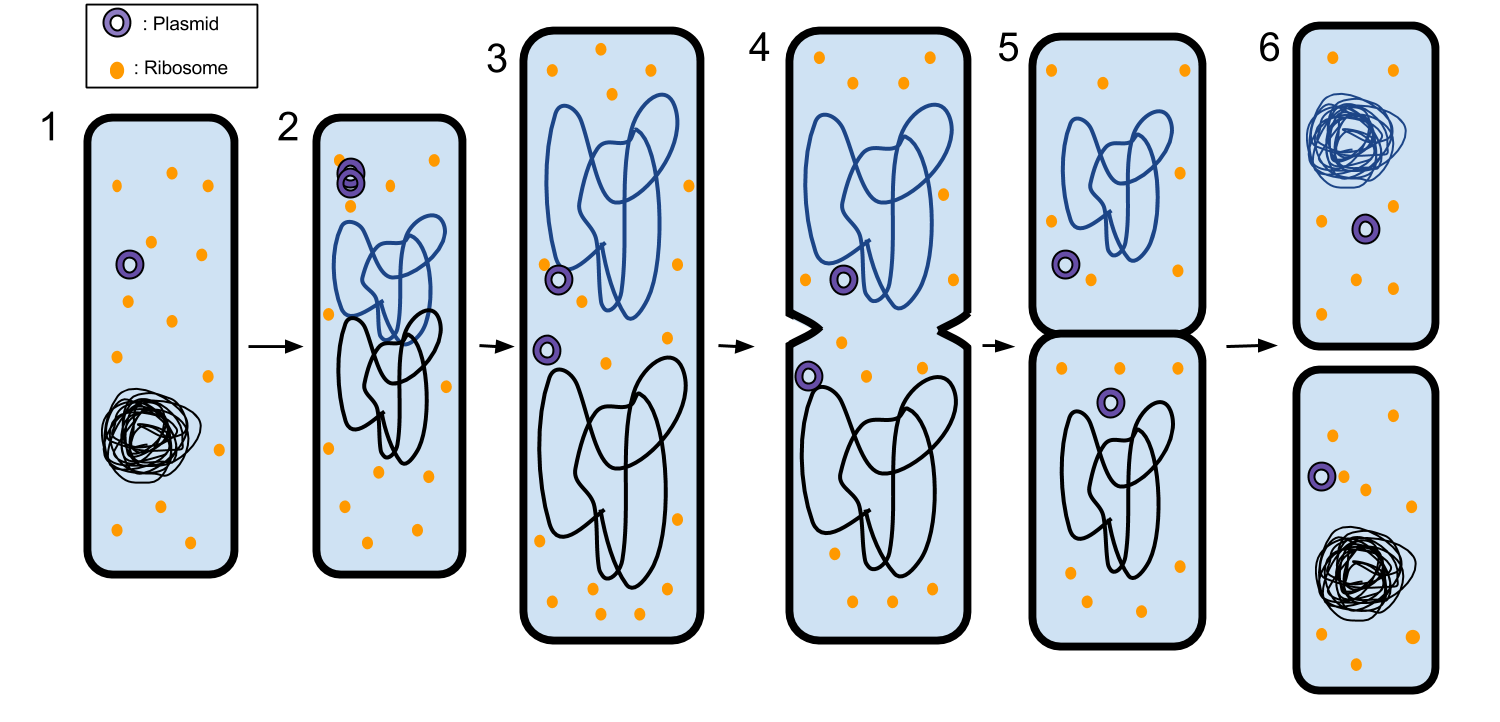
原核生物二分裂的过程

分裂（英語：Fission），又叫裂殖，在生物学中是指一个细胞（或身体、种群或物种）分为两个或多个部分，以及这些部分再生为细胞（身体、种群或物种）。通常是單細胞生物所形的生殖方式。該種生物直接行細胞分裂後就可產生兩個（或更多）新個體。例如：草履蟲、變形蟲以及多數的細菌等。
二分裂（英語：Binary fission）产生两个细胞、种群或物种等，而複分裂（英語：multiple fission）产生多于两个的细胞、种群或物种等。